# ALOA-prisen
ALOA-prisen uddeles af Center for litteratur fra Afrika, Asien, Latinamerika og Oceanien, og tildeles en forfatter fra disse områder, som har fået udgivet mindst en bog på dansk. 

## Prismodtagere
- 2012 César Aira
- 2011 Evelio Rosero
- 2010 Kamila Shamsie
- 2009 Chimamanda Adichie
- 2008 ingen uddeling
- 2007 Assia Djebar
- 2006 Marjane Satrapi
- 2005 ingen uddeling
- 2004 Galsan Tschinag
- 2003 Atiq Rahimi
- 2002 Ariel Dorfman
- 2001 ingen uddeling
- 2000 Mia Couto
- 1999 Edwidge Danticat
- 1998 Amin Maalouf
- 1997 ingen uddeling
- 1996 Rohinton Mistry
- 1995 Abdulrazak Gurnah
- 1994 Bao Ninh
- 1993 Eduardo Galeano

## Ekstern henvisning
- Velkommen til ALOA Arkiveret 14. maj 2010 hos  Wayback Machine